# Ghiacciaio Urdoviza
Il Ghiacciaio Urdoviza (in lingua bulgara: ледник Урдовиза, lednik Urdoviza) è un ghiacciaio antartico situato nella Penisola Ioannes Paulus II, nella parte centrale dell'Isola Livingston, che fa parte delle Isole Shetland Meridionali, in Antartide. 

## Caratteristiche
È situato a est della porzione settentrionale dell'Etar Snowfield e a nord del Ghiacciaio Medven. È delimitato dai pendii orientali delle Oryahovo Heights.
Il ghiacciaio si estende in lunghezza per 3 km in direzione est-ovest e per 3 km in direzione nord-sud; fluisce in direzione est nella Stoyanov Cove della Hero Bay, tra Sandanski Point e Agüero Point. 

## Denominazione
La denominazione è stata assegnata dalla Commissione bulgara per i toponimi antartici in riferimento a Capo Urdoviza, situato sulla costa bulgara del Mar Nero.

## Localizzazione
Il ghiacciaio è centrato alle coordinate 62°31′45″S 60°43′40″W.
Rilevazione topografica bulgara sulla base dei dati della spedizione Tangra 2004/05 con mappatura nel 2005, 2009. 

## Mappe
- L.L. Ivanov et al. Antarctica: Livingston Island and Greenwich Island, South Shetland Islands. Scale 1:100000 topographic map. Sofia: Antarctic Place-names Commission of Bulgaria, 2005.
- L.L. Ivanov. Antarctica: Livingston Island and Greenwich, Robert, Snow and Smith Islands. Scale 1:120000 topographic map.  Troyan: Manfred Wörner Foundation, 2009.  ISBN 978-954-92032-6-4